# Departure (album de Journey)
Pour les articles homonymes, voir Departure.
Albums de Journey
Evolution
(1979) Dream, After Dream
(1980)
Singles
1. Any Way You Want It
Sortie : février 1980
2. Walks Like a Lady
Sortie : mai 1980
3. Good Morning Girl/Stay Awhile
Sortie : août 1980

Departure est le sixième album du groupe de rock américain Journey. Il est sorti le 23 mars 1980 sur le label CBS Records et a été produit par Geoff Workman et Kevin Elson.

## Historique
Quand le groupe entra dans les studios "The Automatt" à San Francisco le 5 novembre 1979, il avait 19 chansons dans ses bagages. Il en ressortira sept jours plus tard avec un album de douze titres enregistrés dans les conditions du "live" pour la plus grande partie.
Cet album sera le dernier du groupe avec Gregg Rolie, ce dernier étant fatigué de la vie en tournée. Il partira après avoir assisté aux auditions du nouveau claviériste qui le remplacera et qui sera Jonathan Cain (ex-The Baby's). Gregg Rolie ne chante qu'une seule chanson sur cet album en duo avec Steve Perry, la ballade Someday Soon.
Il sera le premier album du groupe à entrer dans le top 10 du Billboard 200 en se classant à la 8e place et finira triple disque de platine aux États-Unis.

## Liste des titres
Face 1
| No | Titre               | Auteur                    | Durée |
| -- | ------------------- | ------------------------- | ----- |
| 1. | Any Way You Want It | Steve Perry, Neal Schon   | 3:22  |
| 2. | Walks Like a Lady   | Perry                     | 3:17  |
| 3. | Someday Soon        | Perry, Gregg Rolie, Schon | 3:32  |
| 4. | People and Places   | Perry, Schon, Ross Valory | 5:05  |
| 5. | Precious Time       | Perry, Schon              | 4:49  |

Face 2
| No  | Titre             | Auteur                    | Durée |
| --- | ----------------- | ------------------------- | ----- |
| 6.  | Where Were You    | Perry, Schon              | 3:01  |
| 7.  | I'm Cryin'        | Perry, Rolie              | 3:43  |
| 8.  | Line of Fire      | Perry, Schon              | 3:06  |
| 9.  | Departure         | Schon                     | 0:38  |
| 10. | Good Morning Girl | Perry, Schon              | 1:44  |
| 11. | Stay Awhile       | Perry, Schon              | 2:48  |
| 12. | Homemade Love     | Perry, Schon, Steve Smith | 2:54  |

Titres bonus version remasterisée 2006
| No  | Titre                                             | Auteur              | Durée |
| --- | ------------------------------------------------- | ------------------- | ----- |
| 13. | Natural Thing                                     | Perry, Valory       | 3:43  |
| 14. | Little Girl (de l'album Dream, After Dream, 1980) | Perry, Schon, Rolie | 5:47  |

## Musiciens
- Steve Perry: chant
- Neal Schon: guitares, chant avec Steve Perry sur People and Places, chœurs
- Gregg Rolie: claviers, chant avec Steve Perry sur Someday Soon, harmonica, chœurs
- Ross Valory:basse, chœurs
- Steve Smith: batterie, percussions

## Charts et certification

### Album
| Pays       | Durée du classement | Meilleur classement |
| ---------- | ------------------- | ------------------- |
| Canada     | 21 semaines         | 48e                 |
| États-Unis | 57 semaines         | 8e                  |

| Pays       | Certification | Ventes      | Date       |
| ---------- | ------------- | ----------- | ---------- |
| États-Unis | 3 × Platine   | 3 000 000 + | 28/04/1994 |

### Singles
| Année | Single              | Chart           | Durée du classement | Position |
| ----- | ------------------- | --------------- | ------------------- | -------- |
| 1980  | Any Way You Want It | Hot 100         | 15 semaines         | 23e      |
| 1980  | Any Way You Want It | RPM Top Singles | 15 semaines         | 50e      |
| 1980  | Walks Like a Lady   | Hot 100         | 13 semaines         | 32e      |
| 1980  | Walks Like a Lady   | RPM Top Singles | 10 semaines         | 31e      |
| 1980  | Good Morning Girl   | Hot 100         | 8 semaines          | 55e      |